# آفلی
آفلی (به انگلیسی: Offley) یک روستا و محله مدنی در بریتانیا است که در North Hertfordshire واقع شده‌است. آفلی ۱٬۳۰۷ نفر جمعیت دارد.